# فقر فلسفه

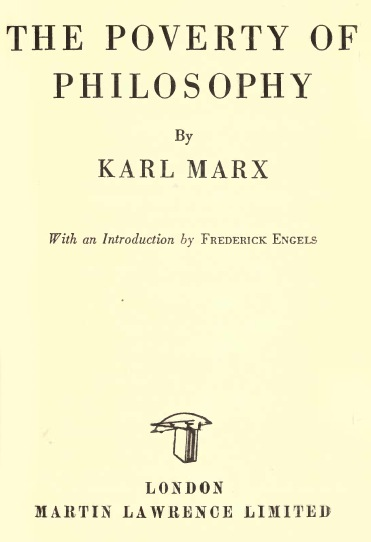
کتاب فقر فلسفه

فقر فلسفه (انگلیسی: The Poverty of Philosophy) کتابی نوشته کارل مارکس است که در سال ۱۸۴۷ در پاریس و بروکسل منتشر شده‌است. نسخه اصلی کتاب به زبان فرانسوی و در پاسخ به نظرات اقتصادی و فلسفی آنارشیست فرانسوی پیر-ژوزف پرودون در کتاب فلسفه فقر او نوشته شده‌است.

## پیشینه

### فلسفه فقر پرودون
پیر-ژوزف پرودون (۱۸۶۵–۱۸۰۹) نظریه‌پرداز آنارشیست فرانسوی است که در کتاب حجیم فلسفه فقر موضوعاتی همچون تاریخ شکل‌گیری مناسبات تولید تا ملزومات فعالیت اقتصادی و تأثیر آن بر طبقات اجتماعی جوامع سرمایه داری صنعتی را بررسی می‌کند. او در این کتاب ادعا می‌کند که سرمایه‌داری و دولت با هم یکسان هستند و در جریان تاریخ شکل‌گیری خود به هم وابسته بوده‌اند، پس از انقلاب سوسیالیستی و برچیده شدن مالکیت خصوصی دیگر نیازی به وجود دولت نیست و وظایف عمده آن را می‌توان بر عهده اتحادیه‌های غیرمتمرکز کارگری گذاشت. در این میان پرولتاریا نباید نظم و سازمان دولت را دگرگون کند بلکه باید آن را از اساس و بنیاد تخریب کند و از میان ببرد.

### فقر فلسفه مارکس
مارکس کتاب پرودون را در اواخر سال ۱۸۴۶ خواند و در نامه‌ای به خبرنگار روسی آننکوف در ۲۸ دسامبر ۱۸۴۶ انتقادات خود بر آن را شرح داد که همین نامه تبدیل به هسته اصلی مباحث او در کتاب فقر فلسفه شد. مارکس از ژانویه ۱۸۴۷ شروع به نوشتن کتاب خود کرد و در آوریل همان سال کتاب برای انتشار آماده بود و در ژوئیه ۱۸۴۷ به زبان فرانسوی برای اولین بار در بروکسل منتشر شد. به رغم انتشار اولیه کتاب در سال ۱۸۴۷ این کتاب تا پیش از مرگ او در سال ۱۸۸۳ به صورت کامل منتشر نشد. نخستین نسخه آلمانی کتاب در سال ۱۸۸۵ و ترجمه روسی آن توسط گروه رهایی کارگر در سال ۱۸۸۶ منتشر شد. نسخه تصحیح شده فرانسوی کتاب توسط فردریش انگلس در سال ۱۸۹۶ منتشر شد.